# Del Monte Forest
Del Monte Forest é uma Região censo-designada localizada no estado americano da Califórnia, no Condado de Monterey.

## Demografia
Segundo o censo americano de 2000, a sua população era de 4531 habitantes.

## Geografia
De acordo com o United States Census Bureau tem uma área de 27,6 km², dos quais 20,8 km² cobertos por terra e 6,8 km² cobertos por água.

## Localidades na vizinhança
O diagrama seguinte representa as localidades num raio de 16 km ao redor de Del Monte Forest.